# René Nicklès
René Toussaint Joseph Nicklès (Nancy, 23 mai 1859 - Dommartemont, 4 novembre 1917) est un géologue français. Il est à l'origine, en 1902, de sondages qui ont permis de découvrir de nouveaux gisements de houille en Lorraine. Il fonde en 1908 l’Institut de géologie appliquée de Nancy, devenu aujourd'hui l'École nationale supérieure de géologie (ENSG).

## Biographie
Fils du chimiste et physicien Jérôme Nicklès (1820-1869), professeur à la Faculté des sciences de Nancy, René Nicklès naît le 23 mai 1859.
Il fait ses études secondaires à Nancy et obtient deux baccalauréats (ès-sciences et ès-lettres). Il est admis élève externe de l'école des Mines (promotion 1880) et est breveté ingénieur civil des mines en 1883. Il obtient ensuite une licence ès-sciences naturelles à la Sorbonne.
En 1891, il soutient sa thèse de doctorat sur la géologie du Sud-Est de l'Espagne.
Entre 1890 et 1894, il étudie également les ammonites du crétacé en Espagne.
À partir de 1893, il est chargé de cours de géologie à la Faculté des sciences de l'Université de Nancy. À la suite de son retour en Lorraine, il assistera des exploitants locaux pour l'ouverture de nouveaux puits de mine. En 1895, il épouse Jeanne Marie Louise Guyot et aura trois enfants : Madeleine, Henri et Maurice. En 1899, il est nommé professeur adjoint. Il est fait officier de l'Instruction publique en 1905.
Il s'intéresse à l'hydrogéologie, soucieux de trouver des ressources en eau potable pour les Lorrains.
Il s'intéresse également à la tectonique et à la recherche de houille en Lorraine.
En 1902, il publie une étude sur la présence de houille en Meurthe-et-Moselle et propose des sites de sondage aux industriels. Ses prévisions se révèlent justes et les sondages mettent en évidence le prolongement du bassin houiller allemand de la Sarre dans le sous-sol lorrain.
En 1907, la chaire de géologie de l'Université de Nancy est créée spécialement pour lui, en raison de l'impact économique et industriel de ses recherches. En 1908, il fonde l’Institut de géologie appliquée de Nancy, essentiellement tourné vers les applications minières de la géologie, et forme les premiers ingénieurs géologues français. Il veille également à enrichir les collections de roches, minéraux et fossiles. L'Institut est aujourd'hui devenu l'École nationale supérieure de géologie.
Directeur de l'Institut de géologie qu'il a créé, collaborateur du Service de la carte géologique, membre de l'Académie de Stanislas, son activité scientifique et son engagement professionnel lui valent la croix de chevalier de la Légion d'honneur en 1909.
En 1911, sur la recommandation de Pierre Termier, il est le premier lauréat du Prix Jules Gosselet décerné par la Société géologique de France pour favoriser le développement de la géologie appliquée. La même année il reçoit le Prix Joseph Labbé décerné par l'Académie des sciences en récompense de sa campagne de sondages fructueuse.
Pendant la Première Guerre mondiale, il est d'abord affecté au service des ambulances. Puis, en l'absence de ses collaborateurs, prisonniers ou mobilisés, il assure le fonctionnement des cours, conférences et travaux pratiques de géologie. Il se met au service de l'autorité militaire française en fournissant des renseignements d'ordre géologique utiles à la défense nationale. En 1916, il devient correspondant de l'Académie d'agriculture de France.
Il décède en 1917 à Dommartemont, sur les terres familiales, à 58 ans. Un collège et un gymnase de Dommartemont portent son nom. La rue des Nicklès à Nancy est dédiée à Jérôme et René Nicklès.